# 봉영여자중학교
봉영여자중학교(鳳永女子中學校)는 대한민국 서울특별시 양천구 신정동에 위치한 사립 중학교이다.

## 학교 연혁
- 1951년 10월 8일 : 이봉덕이 여성교육의 필요성을 절감하고 지성을 창학 이념으로 서울 영등포구 양평동 1가 246에 성광 공민학교를 설립
- 1952년 4월 2일 : 성광여자상업고등기술학교로 승격 및 교명 변경, 이봉덕 교장 취임
- 1959년 2월 17일 : 학교법인 봉덕학원 설립
- 1959년 3월 2일 : 봉영여자중학교로 교명 변경 및 승격 인가
- 1988년 12월 31일 : 양천구 신정7동 325-8 현재의 주소로 교사 이전
- 1992년 8월 11일 : 학교법인 득양학원 설립인가 후 학교법인 봉덕학원으로부터 본교 경영권 인수, 초대 이사장 성옥자 선생 취임
- 2001년 9월 18일 : 봉영여자중학교 신교사 착공(3,347.22m2)
- 2002년 3월 1일 : 득양학원 제2대 이사장 이상수 선생 취임
- 2002년 2월 28일 : 봉영여자중학교 신교사 준공
- 2004년 4월 27일 : 봉영여자중학교 신교사 5층 증축 준공
- 2020년 9월 1일 : 제16대 이재희 교장 취임
- 2023년 1월 4일 : 제65회 졸업식 거행 (7학급 185명 20,633명)
- 2023년 3월 2일 : 제68회 입학식(7학급 191명)

## 참고 자료
- 봉영여자중학교 - 한국교육학술정보원 학교알리미